# 加尔 (施蒂利亚州)
加尔（德語：Gaal）是奥地利施蒂利亚州穆尔河谷县的一个市镇。总面积197.37平方公里，总人口1436人，人口密度7.3人/平方公里（2005年）。